# Spongites hyperella
Spongites hyperella (Foslie) D.L. Penrose, 1996  é o nome botânico  de uma espécie de algas vermelhas pluricelulares do gênero Spongites, família Corallinaceae, subfamília Mastophoroideae.
- São algas marinhas encontradas na Austrália.

## Sinonímia
- Spongites hyperellus  (Foslie) Penrose, 1996 (var. ort.)
- Lithophyllum hyperellum  Foslie, 1900
- Lithophyllum hyperellum f. fastigiata  Foslie, 1900
- Lithophyllum hyperellum f. heteroidea  Foslie, 1900
- Pseudolithophyllum hyperellum  (Foslie) Adey, 1970